# Alban Gibbs (2e baron Aldenham)
Alban George Henry Gibbs, 2e baron Aldenham (23 avril 1846 - 9 mai 1936), est un homme politique et pair du Parti conservateur britannique.

## Biographie
Il est le fils de Hucks Gibbs (1er baron Aldenham).
Il est élu aux élections générales de 1892 comme député pour la ville de Londres  et occupe le siège jusqu'à sa démission de la Chambre des communes le 14 février 1906 par le dispositif procédural de nomination en tant qu'intendant du manoir de Northstead .
Il accède au titre de baron Aldenham le 13 septembre 1907.
Il épouse Bridget Beresford-Hope, fille d'Alexander Beresford Hope, le 18 février 1873. Ils ont trois enfants :
- Catherine Louisa Gibbs (1875-1967)
- Mildred Dorothea Gibbs (1876-1961)
- Gerald Henry Beresford Gibbs, 3e baron Aldenham (1879-1939)